# Crossroads (filme de 2002)
Crossroads (bra: Crossroads - Amigas para Sempre; prt: Crossroads - Destinos ou Destinos) é um filme estadunidense de 2002, do gênero comédia dramática e aventura, dirigido por Tamra Davis para a MTV Filmes. 
Escrito por Shonda Rhimes, o filme tem no elenco Britney Spears, Anson Mount, Zoe Saldana, Taryn Manning, Kim Cattrall e Dan Aykroyd, e gira em torno de três adolescentes, à medida que fazem uma viagem pelo país, e encontrando a sua amizade no processo.
Desenvolvimento no cinema começou em 2001, quando Spears criou um conceito que foi mais tarde expandido por Rhimes. Filmagem principal começou em março de 2001, e abrangeu um período de seis meses. Os críticos deram opiniões negativas a Crossroads, no entanto, eles consideravam um esforço maior quando comparado com o filme de 2001 de Mariah Carey, Glitter. Apesar da resposta do filme dos críticos, foi um sucesso moderado de bilheteria, arrecadando mais de $61.1 milhões de dólares em todo o mundo ao longo de três meses.

## Sinopse
Lucy (Britney Spears), Kit (Zoë Saldaña) e Mimi (Taryn Manning) são três amigas de infância que ficaram 8 anos afastadas umas das outras e se reencontraram recentemente. Elas planejam realizar uma viagem pelo sul dos Estados Unidos até chegar a Califórnia, onde esperam reencontrar a antiga amizade e experimentar novas experiências. Com os mais diversos sonhos em mente, mas pouco dinheiro, elas acabam pegando carona com o misterioso Ben (Anson Mount), amigo de Mimi, para realizar a tão sonhada viagem. O filme traz canções aclamadas da cantora, entre elas: "Overprotected", "I'm Not a Girl, Not Yet a Woman" e "I Love Rock 'n Roll".

## Elenco
- Britney Spears (Lucy)
- Zoë Saldaña (Kit)
- Taryn Manning (Mimi)
- Anson Mount (Ben)
- Justin Long (Henry)
- Dan Aykroyd (Pete - Pai de Lucy)
- Kim Cattrall (Caroline - Mãe de Lucy)
- Jamie Lynn Spears (Jovem Lucy)
- Raymond Young (Travis)

## Produção
No início de 2001, Spears disse que tinha planos para fazer sua estreia no cinema. Ela e sua equipe, em seguida, criaram um conceito para isso, que mais tarde foi desenvolvido pela criadora de Grey's Anatomy, Shonda Rhimes. A conferência de imprensa foi realizada durante o Marché International du Disque et de l'Edition Musicale (MIDEM) em Cannes, França, em 19 de janeiro de 2002, onde Spears também estreou o filme.
As filmagens de Crossroads se iniciaram em março de 2001, em Baton Rouge e Hammond, ambos na Louisiana, perto da cidade natal de Spears. Devido ao fato de que Spears também estava gravando seu terceiro álbum de estúdio, juntamente com a produção do filme, as filmagens terminaram apenas após seis meses. Cenas adicionais foram filmadas em Los Angeles, California. Crossroads teve um orçamento total de $10 milhões; um orçamento relativamente baixo para os padrões da indústria. De acordo com a Louisiana Film and Video Commission, o filme foi originalmente intitulado What Friends are For. Spears descreveu-o como um filme adolescente que lida com as questões reais que adolescentes normais vivem em uma base diária.

## Lançamento e recepção

### Bilheteria
Crossroads foi lançado nos Estados Unidos em 15 de fevereiro de 2002, no dia da abertura, o filme arrecadou cerca de $5.2 milhões em 2,380 cinemas, tornando-se o segundo filme de maior bilheteria do dia. No primeiro fim de semana de seu lançamento, Crossroards ficou em segundo lugar, arrecadando uma estimativa de $14,527,187. Na segunda semana, o filme caiu de 52% em vendas de ingressos, classificação número 5 no Box Office. Crossroads foi um sucesso financeiro moderado, arrecadando um total $37,191,304 nos Estados Unidos. Em todo o mundo, o filme arrecadou um total de $61,141,030 até o fechamento do dia, em 9 de maio de 2002.

### Resposta da crítica
Crossroads recebeu críticas em sua maioria negativas. O filme tem um índice de aprovação de 14% no site Rotten Tomatoes baseado em 102 opiniões com uma classificação média de 3.9/10, com o consenso: "Um projeto de vaidade de estrela pop, clichê e bobo, Crossroads é estritamente apenas para os fãs de Britney". Metacritic, que atribui uma média ponderada pontuação, deu ao filme 27 de 100 baseado em 31 opiniões dos críticos.

## Premiações
| Grupo                   | Categoria                         | Destinatário                 | Resultado |
| ----------------------- | --------------------------------- | ---------------------------- | --------- |
| 2002 MTV Movie Awards   | Melhor Revelação                  | Britney Spears               | Indicado  |
| 2002 MTV Movie Awards   | Melhor Vestido                    | Britney Spears               | Indicado  |
| 2002 Teen Choice Awards | Choice Atriz, Drama/Ação Aventura | Britney Spears               | Indicado  |
| 2002 Teen Choice Awards | Choice Melhor Fuga, Atriz         | Britney Spears               | Indicado  |
| 2002 Teen Choice Awards | Choice Química                    | Britney Spears e Anson Mount | Indicado  |

## Trilha sonora

### Produção
Spears tinha inicialmente gravado "Overprotected" e "I'm Not a Girl, Not Yet a Woman" par Crossroads; as canções foram posteriormente incluídos no terceiro álbum da cantora de estúdio, Britney (2001). O álbum da trilha sonora apresenta seis faixas de Spears, Mystikal, Matthew Sweet, Jars of Clay e Bowling for Soup. Music from the Major Motion Picture Crossroads foi lançado pela Zomba Records em 2 de fevereiro de 2002, e foi produzida por Rodney Jerkins, The Neptunes, Fred Maher, Matthew Sweet, Dennis Herring, Jaret Reddick, Max Martin, e Rami Yacoub. "Overprotected" foi remixada por JS16 para o álbum da trilha sonora.

### Lista de faixas
| N.º | Título                                              | Música | Artista(s)       | Duração |  |
| 1.  | "I Love Rock 'n' Roll" (karaoke sing-along version) |        | Britney Spears   | 3:06    |  |
| 2.  | "Shake It Fast"                                     |        | Mystikal         | 4:15    |  |
| 3.  | "Girlfriend"                                        |        | Matthew Sweet    | 3:40    |  |
| 4.  | "Unforgetful You"                                   |        | Jars of Clay     | 3:20    |  |
| 5.  | "Greatest Day"                                      |        | Bowling for Soup | 3:14    |  |
| 6.  | "Overprotected" (JS16 Remix)                        |        | Britney Spears   | 6:07    |  |